# Claude Sirois
Claude Sirois, né à Montréal au Québec (Canada) le 30 janvier 1949, est un guitariste québécois.

## Biographie
Claude Sirois réside à Duvernay depuis 1959. Il a eu sa première guitare à l’âge de 5 ans et a fait ses études et ses débuts sur scène dans les écoles de Laval. Au cours de ses études, Claude Sirois a participé intensivement à de nombreuses activités musicales. En 1964, il est fasciné par la prestation des Beatles dans l'Ed Sullivan Show, qui lui donne envie de devenir musicien professionnel,.
Il a enregistré ses premiers 45 tours en 1967 avec le groupe Équipe 79 : « 79 étant le total des âges des 5 membres du groupe ». Il entrevoit alors la possibilité de réaliser son rêve  d'entreprendre une carrière de musicien. L'orchestre est en tournée régulièrement. Claude Sirois abandonne l'étude pour se consacrer entièrement à la pratique de la guitare. Il prend des cours en privé à l'école de musique Ste-croix et se consacre au répertoire classique. En 1973, on peut l'entendre dans les nombreuses boîtes à chansons du vieux-Montréal.
C'est alors qu'il adapte sa technique de guitariste classique à la chanson québécoise. En 1977, son premier 33 tours Guitare seule est le premier disque de guitare solo au Québec. Ses arrangements de La Complainte du phoque en Alaska de Michel Rivard, ainsi que L'Hymne au printemps de Félix Leclerc et de Saute mouton de François Dompierre, issu de son deuxième album Une guitare, lancé en 1978, tournent sur toutes les stations radiophoniques francophones. Ses compositions servent de musiques thèmes à différentes émissions de télévision. Il enregistre le thème de la station CIEL-MF et publie le premier livre de guitare au Québec.
En 1979, Claude Sirois enregistre un 33 tours dédié au répertoire classique. Pour ceux qui aiment est qualifié d'album exemplaire dans les célèbres revues de l'époque Frets magazine et Guitar player. Recuerdos de La Alhambra et Rosita polka sont encore une fois des succès radiophoniques.
En 1981, ses premières œuvres orchestrales sont gravées sur le microsillon Au rythme du vent et des cordes. Romance, Bagatelle et Route 132 sont les extraits du disque qui tournent régulièrement à la radio. 1982 sera l'année de l'édition du deuxième Recueil pour guitare de Claude Sirois, et aussi la fin de la compagnie Solo qui fabriquaient et distribuaient ses disques.
La période de récession sera dure pour le guitariste qui malgré tout, en 1984 produira l'album Verseau qui lui vaut le Félix du microsillon de l'année 1985 catégorie instrumentale. Malheureusement, la compagnie Globe Record qui fabrique ce disque fait faillite et le guitariste se retrouve encore une fois sans éditeur. En 1989, une compilation de différentes œuvres de ses premiers disques regroupées sur une cassette qui portera le nom de Romance lui vaut d'être nommé au gala de l'ADISQ. En 1990, il sort deux nouvelles cassettes, Beatles for guitars et Rolling Stones for guitars.
En décembre 1991, il sort son premier CD, Beatles & Rolling Stones for guitars. En 1992 paraît son troisième livre, Guitare en fête et un nouveau CD de 17 nouvelles compositions, Rayons. En 1994, il sort un nouveau CD, Solos classiques, qui reprend d'anciennes compositions issues de ses deux premiers disques ainsi que les œuvres classiques de Pour ceux qui aiment. En 1998 et 1999, les productions d’Oz publient 40 de ses compositions pour guitare solo, guitare et flûte et guitare et violon dans 8 nouveaux livres.
En 2001, les disques Mérite distribuent son CD Hommage à la chanson québécoise qui regroupe 24 arrangements de chansonniers du Québec et une composition originale. En février 2002, son douzième livre, Claude Sirois De cœur, est publié par les productions Boule de neige. En août, un nouveau CD Rendez-vous réunissant 14 interprétations du répertoire pour guitare classique, 14 arrangements d’auteurs québécois et 4 nouvelles compositions paraît sous étiquette Mérite. En avril 2003, Mes compositions, composé de 25 œuvres originales pour guitare et ensemble devient le troisième CD disponible en magasin avec les disques Mérite. En septembre 2003, le CD Guitariste de 26 compositions paraît sur Distribution Disques Mérite. En février 2004, il publie sa Méthode d’apprentissage à la guitare chez Promo Son Boule de neige. En juin 2005, Claude Sirois lance son cinquième CD avec DDM Les beaux rocks, 11 arrangements et 7 nouvelles compositions pour guitare et formation rock. En juillet 2005, il ajoute un second volume à sa Méthode d’apprentissage à la guitare. En février 2007, il publie une Méthode d’apprentissage à la basse, et en février 2008 une Méthode de mandoline que le guitariste publie avec Promo Son.
Claude Sirois est le premier guitariste qui a commercialisé la guitare classique au Québec. Aujourd'hui, il a plusieurs CD disponibles sur le marché, ainsi que 16 recueils de ses compositions vendus dans les magasins de musique.
Il enseigne en privé dans son studio de Laval depuis 1973. Il assure des spectacles de guitare où il se raconte et explique la différence qui existe entre la guitare classique, la guitare acoustique à cordes de métal, la guitare basse, la guitare synthétiseur et les différents modules d'effets.

## Microsillons
- Guitare seule : 33 tours ;
- Une guitare : 33 tours ;
- Pour ceux qui aiment : 33 tours ;
- Au rythme du vent et des cordes : 33 tours ;
- Classical guitar for a spanish romance : 33 tours ;
- Verseau : 33 tours.